# 191 Peachtree Tower
191 Peachtree Tower (191 Пичтри Тауэр) — офисный небоскрёб в Атланте, штат Джорджия, США. Имея высоту 235 метров занимает 4-ю строчку в списке самых высоких зданий города и 69-я строчку в аналогичном списке для США.
Строительство нового небоскрёба было утверждено в июле 1987 года, по проекту, в нём должно было быть 48 этажей. Строительство началось в 1990 году, и уже спустя год было окончено — в окончательном варианте здание получилось 50-этажным. С момента открытия и до середины 2000-х годов 191 Peachtree Tower считался очень респектабельным небоскрёбом. Однако, когда в 2006 году его покинули два крупнейших арендатора, King & Spalding и Wachovia, здание осталось почти пустым. В том же году небоскрёб купила компания Cousins Properties, которая перенесла в него свою штаб-квартиру. После этого здание постепенно стало вновь наполняться арендаторами, в частности, был продлён и расширен договор с компанией Deloitte Touche Tohmatsu, и к январю 2008 года 87 % офисов были заняты.
Здание имеет две одинаковые башенки, вершина которых подсвечивается в тёмное время суток. Небоскрёб облицован гранитом марки «Роза Данте». Главный холл имеет высоту 31 метр. 15-уровневая подземная парковка вмещает 1275—1386 автомобилей.
Основные параметры
- Строительство: с 1990 по 1991 год
- Высота: 234,7 м
- Этажей: 50
- Лифтов: 27
- Площадь помещений: 113 249 м²
- Парковка: 1275—1386 машино-мест
- Архитекторы: Johnson/Burgee Architects[англ.] и Kendall/Heaton Associates
- Застройщик: Hines Interests Limited Partnership[англ.]
- Владелец: Cousins Properties[англ.][1], до 2006 года — Equity Office[англ.]

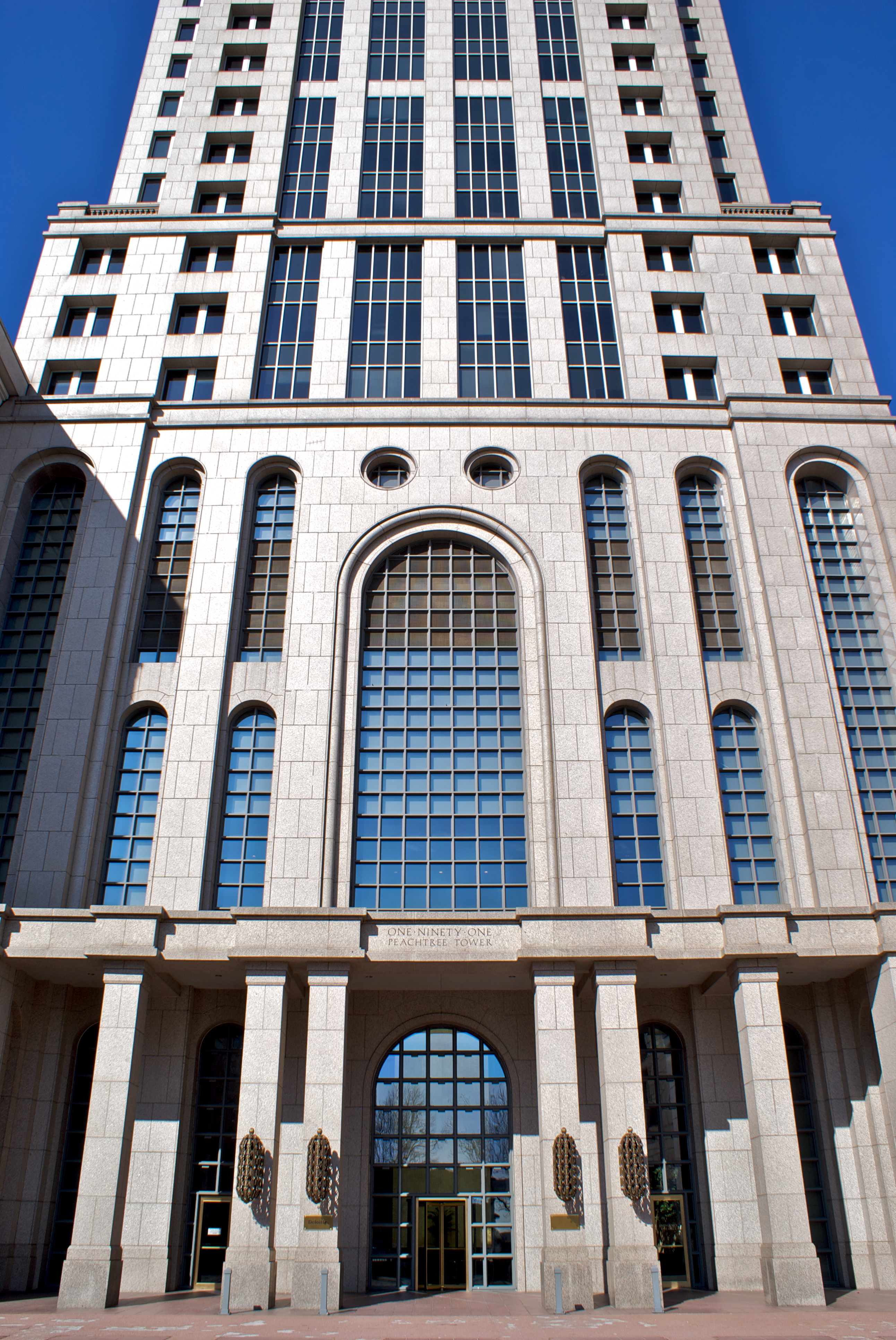
Главный вход
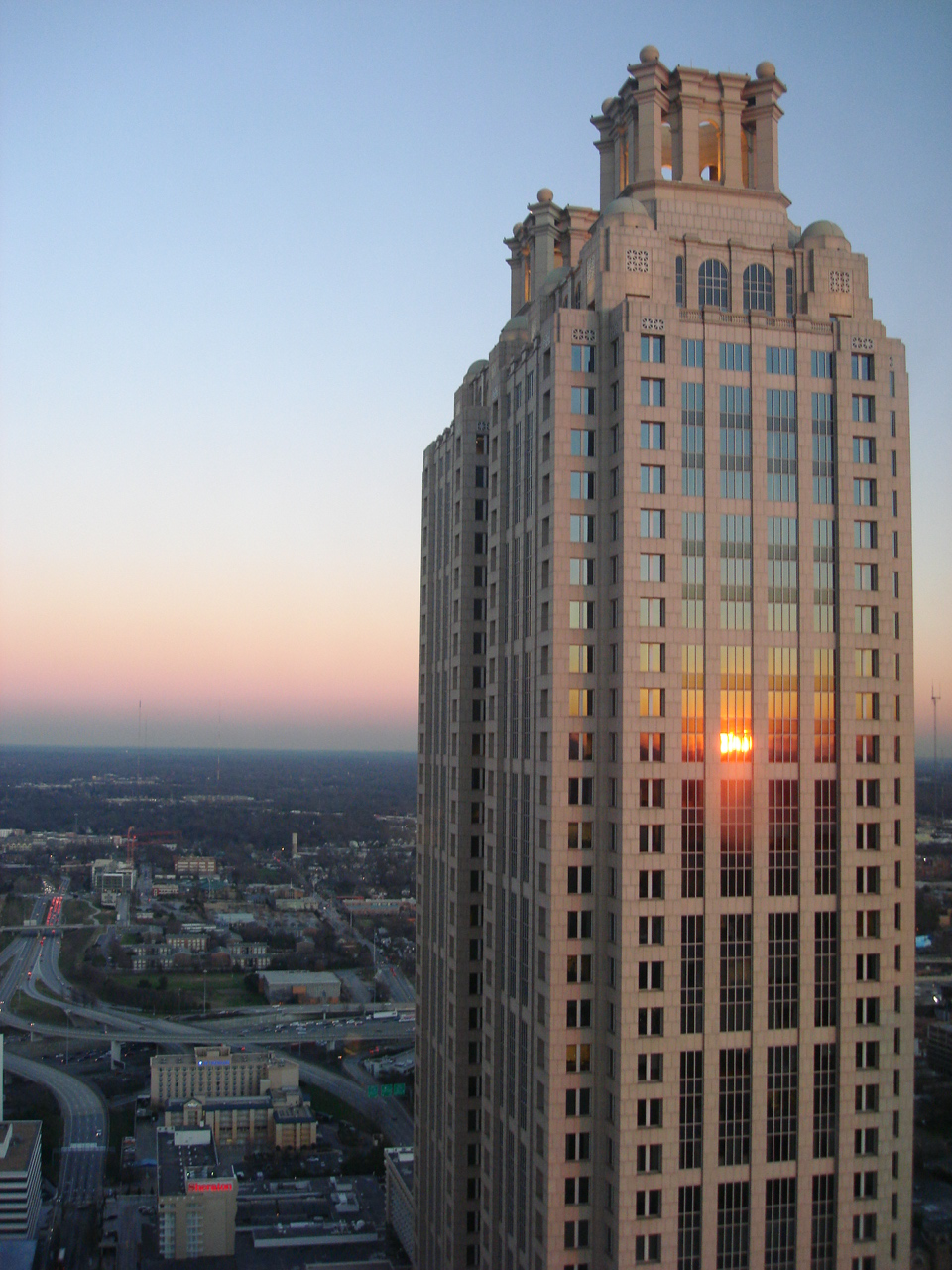
Вид из гостиницы Westin Peachtree Plaza Hotel[англ.]